# Bodenkirchen
Bodenkirchen est une commune de Bavière (Allemagne), située dans l'arrondissement de Landshut, dans le district de Basse-Bavière.

## Histoire
Le fabricant allemand de meubles de cuisine Bulthaup est fondée en 1949 par Martin Bulthaup à Bodenkirchen.